# Dégorgeoir de moulin
Un dégorgeoir de moulin (allemand : Kleiekotzer, Mühlgötze, Mühlgosche ou Schreckkopf) était un élément des moulins servant à évacuer le son. Prenant souvent la forme de visages, souvent sculptés avec art et généralement grimaçants, la bouche ouverte, ils étaient également les esprits protecteurs des moulins.

## Histoire
Les vomisseurs de son sont connus depuis le XVIe siècle, et ils sont peut-être le fruit d'une invention de Léonard de Vinci. Ils sont mentionnés pour la première fois en 1502 dans un moulin de Zwickau. À partir de 1850, la technique de tamisage de la farine changea, ce qui rendit également superflue la présence de ces vomisseurs de son. C'est pourquoi on trouve aujourd'hui ces figures bizarres principalement dans les musées, et on ne les rencontre plus que rarement sur leur lieu d'origine.

## Description
Les dégorgeoirs de moulins étaient « des pièces fixées sur le caisson à farine des moulins d’un type ancien dit « à sac ». Un étui en tissu conduisait le produit de la mouture en dehors du bâti du moulin. Tandis que la farine tombait au fond d’une caisse, le son se déversait à l’extérieur par un trou. Autour de cette ouverture étaient fixés ces visages en bois sculpté. Par leur bouche grande ouverte, ils vomissaient le son et surtout protégeaient la farine entassée derrière eux »

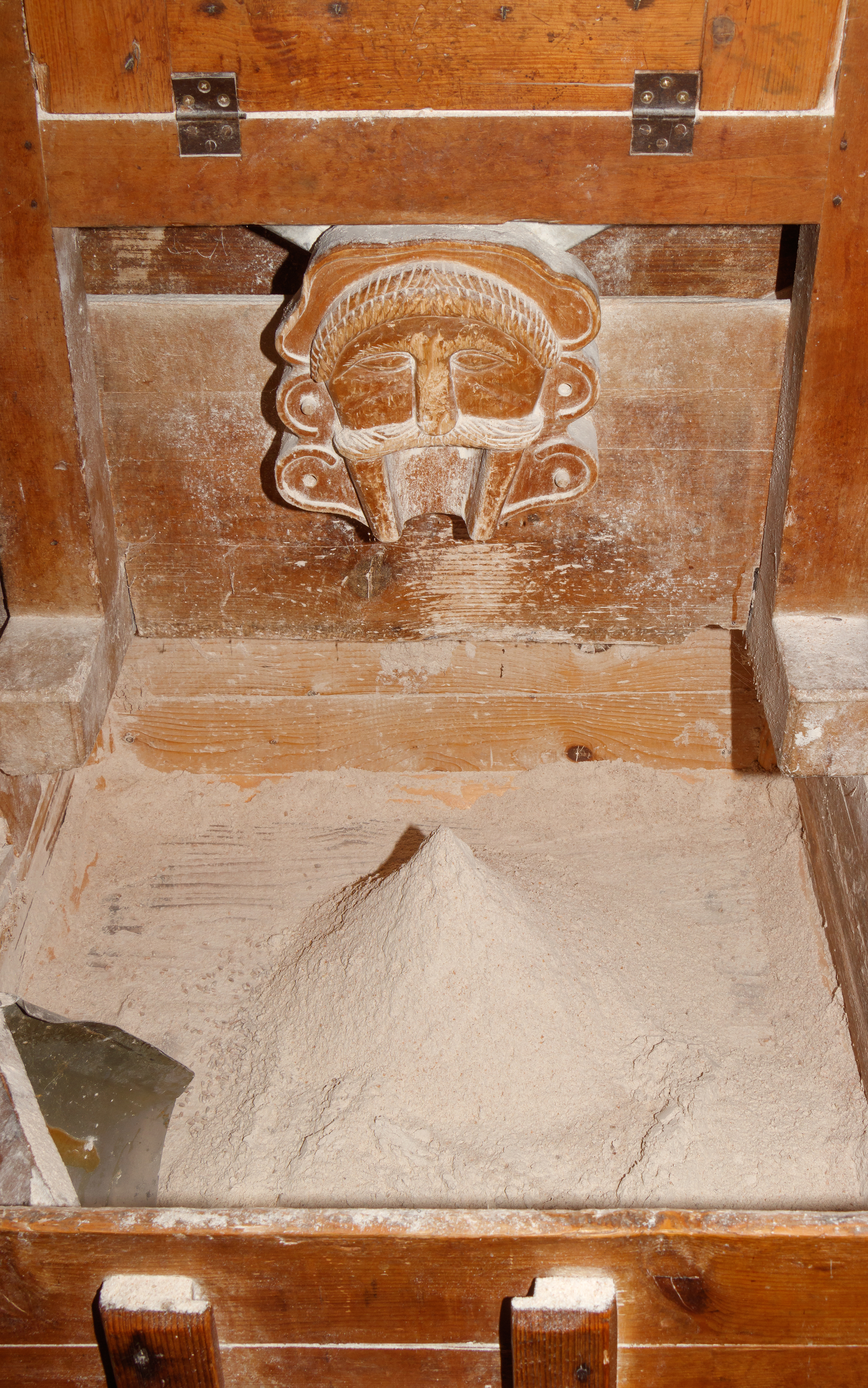
Dégorgeoir et son caisson
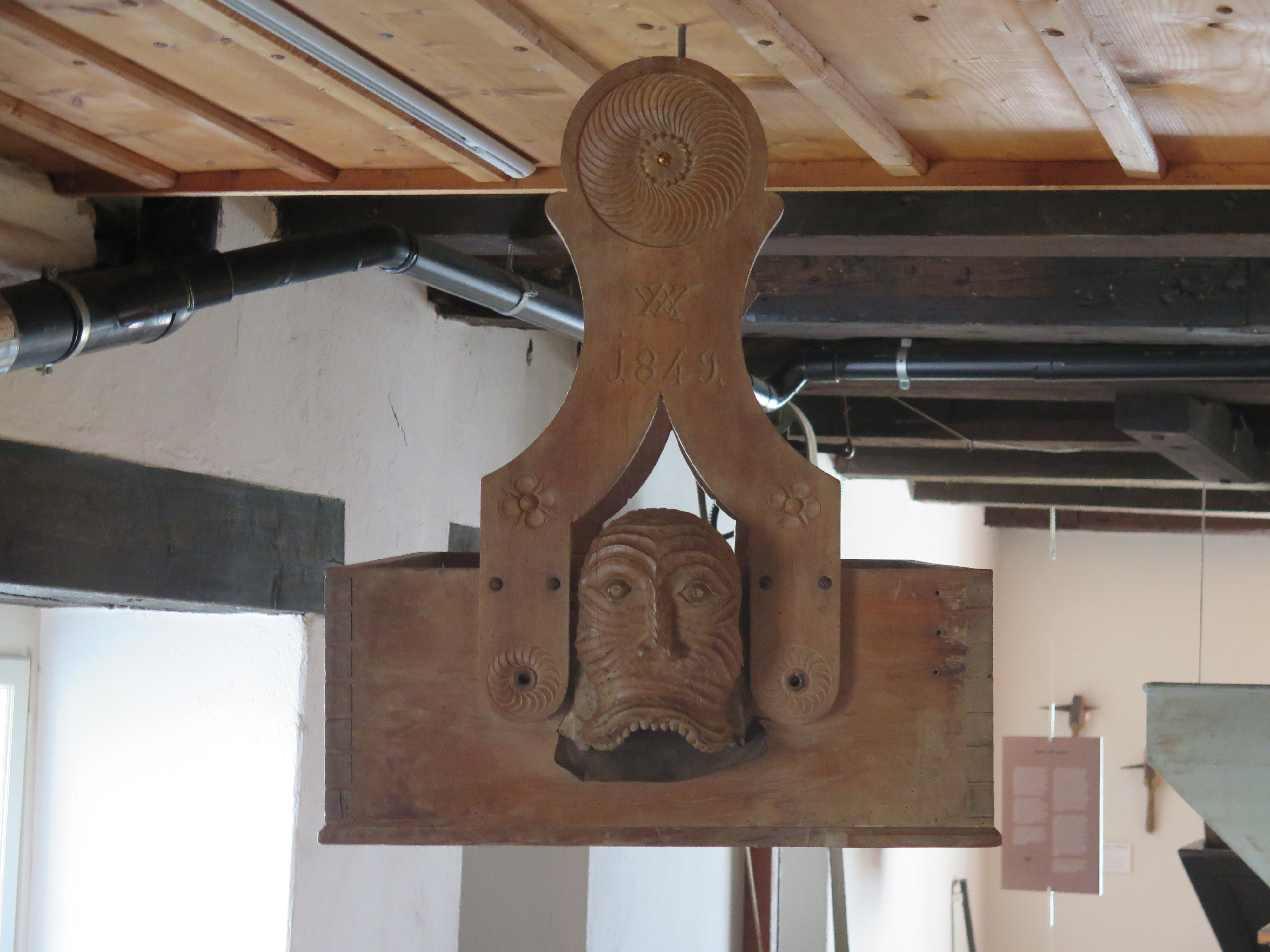
Mühlemuseum Brüglingen

## Symbolique
On peut très supposer qu'ils ne sont pas seulement nés d'un besoin de décoration, mais que beaucoup de superstition est ici en jeu. Leur caractère comique ou horrifique était censé repousser les intrus, à l'instar des gargouilles démoniaques sur les églises gothiques, des têtes effrayantes ou jalouses du Moyen-Âge sur les maisons et les portes des villes
Leur rôle était d'effrayer les esprits malfaisants qui auraient pu arriver jusqu’à la farine et la contaminer. L’utilisation de tels objets prophylactiques rappelle que la farine pouvait transmettre à l’homme une maladie grave due à un champignon, l’ergot du seigle. Appelée « mal des Ardents » ou « feu de Saint-Antoine », elle était soignée par les Antonins, religieux établis à Issenheim dans la Maison Saint-Michel ( Haut-Rhin). C’est cette congrégation qui commanda au peintre Matthias Grunewald le célèbre Retable d'Issenheim conservé au Musée Unterlinden à Colmar. Le panneau qui illustre la « tentation de Saint Antoine » évoque avec force l’horreur des hallucinations provoquées par l’ingestion de cette farine souillée.

## Galerie

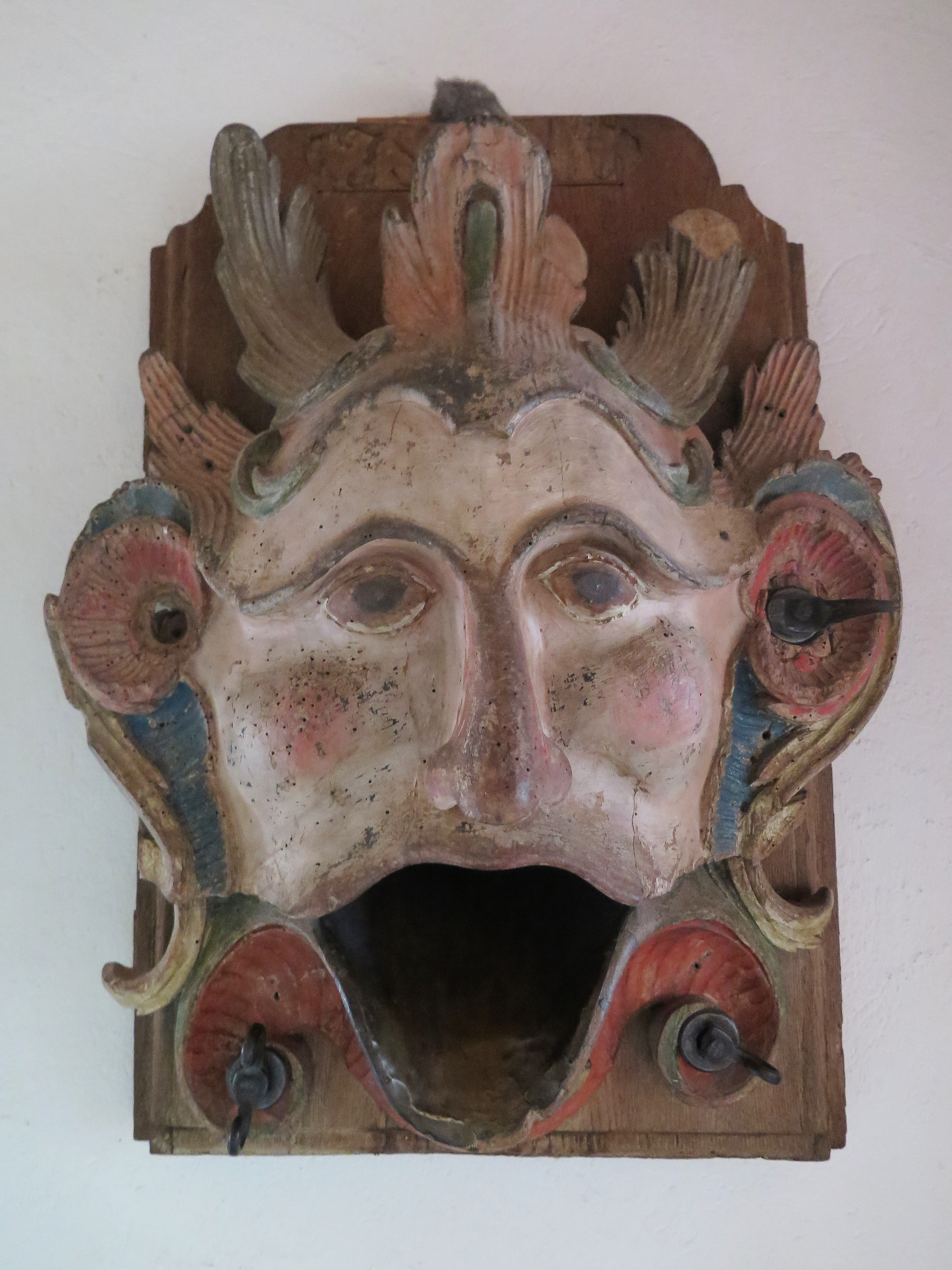
Grimace aux oreilles décollées. Peut-être de Morat en Suisse, vers 1770
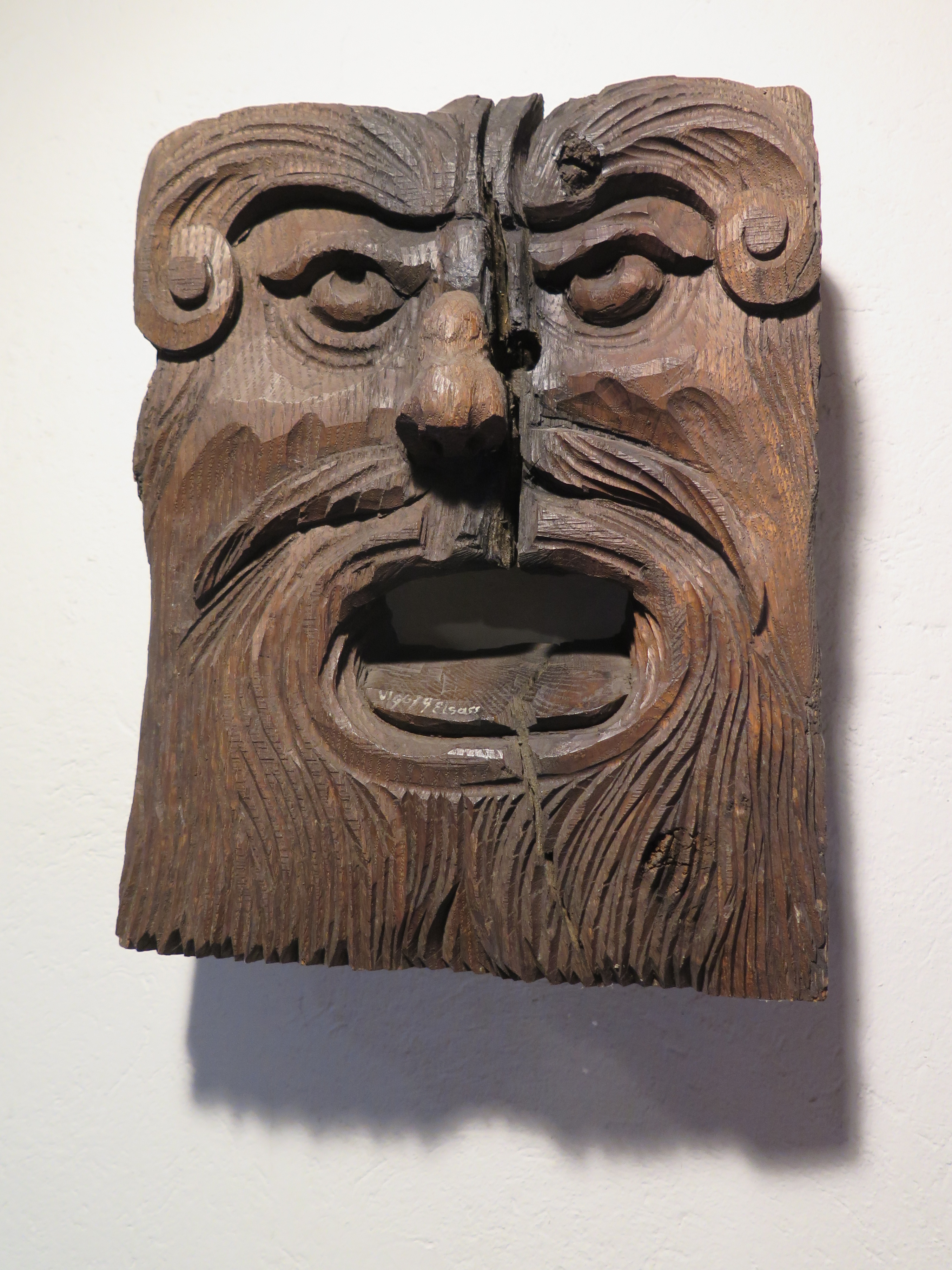
Dégorgeoir, vers 1800. Mühlemuseum Brüglingen
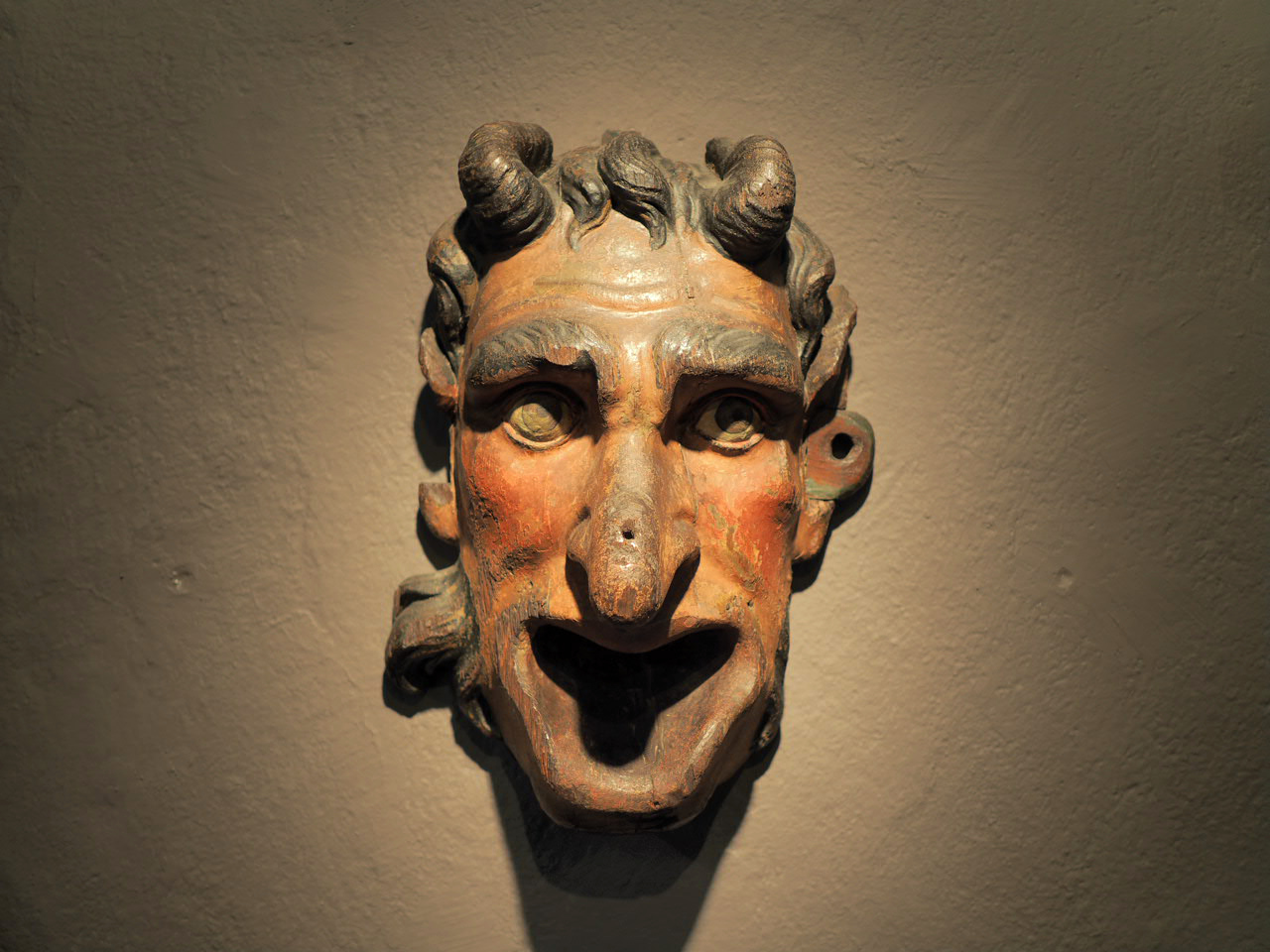
Dégorgeoir conservé au musée alsacien de Strasbourg
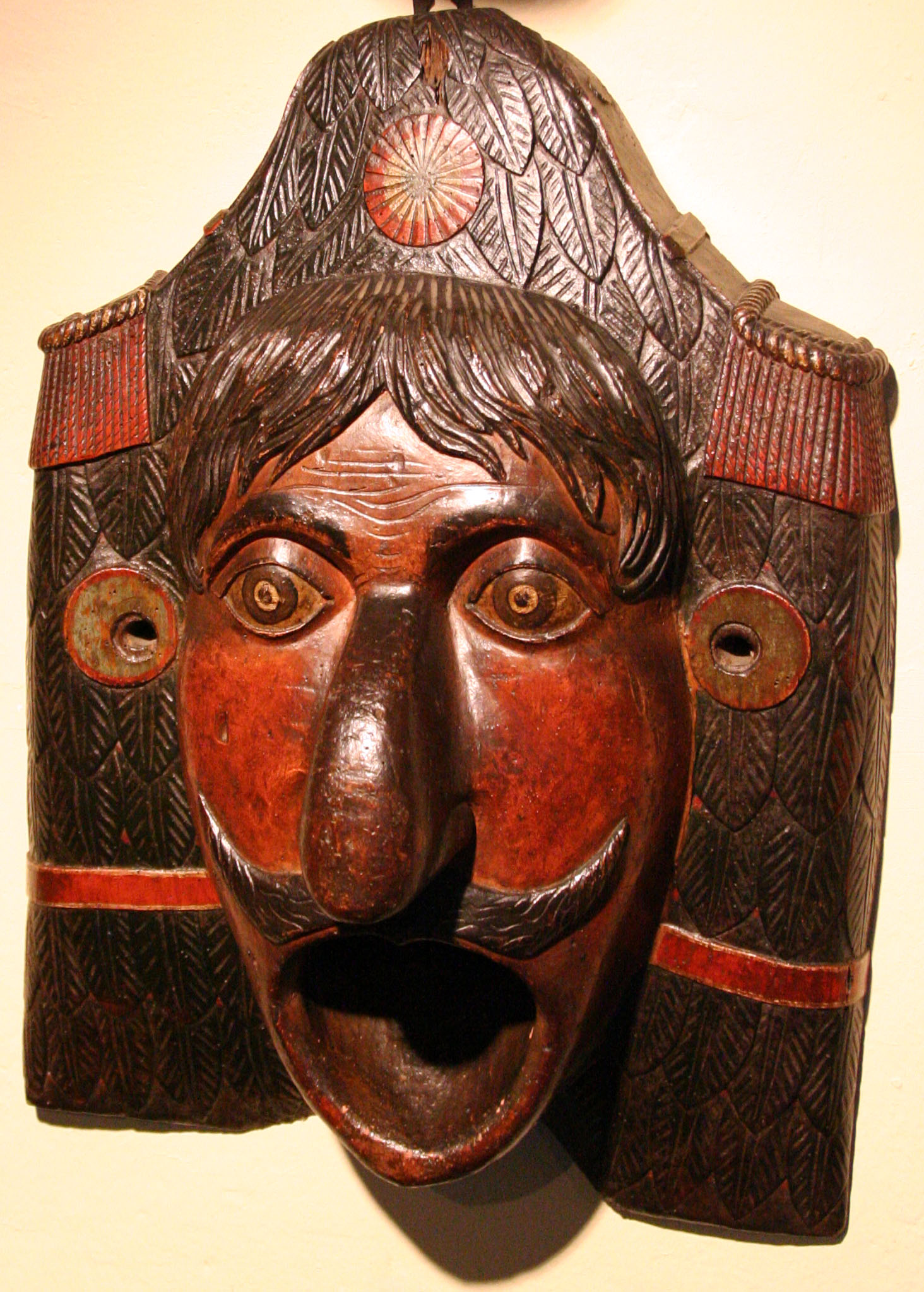
Dégorgeoir du Musée alsacien de Strasbourg
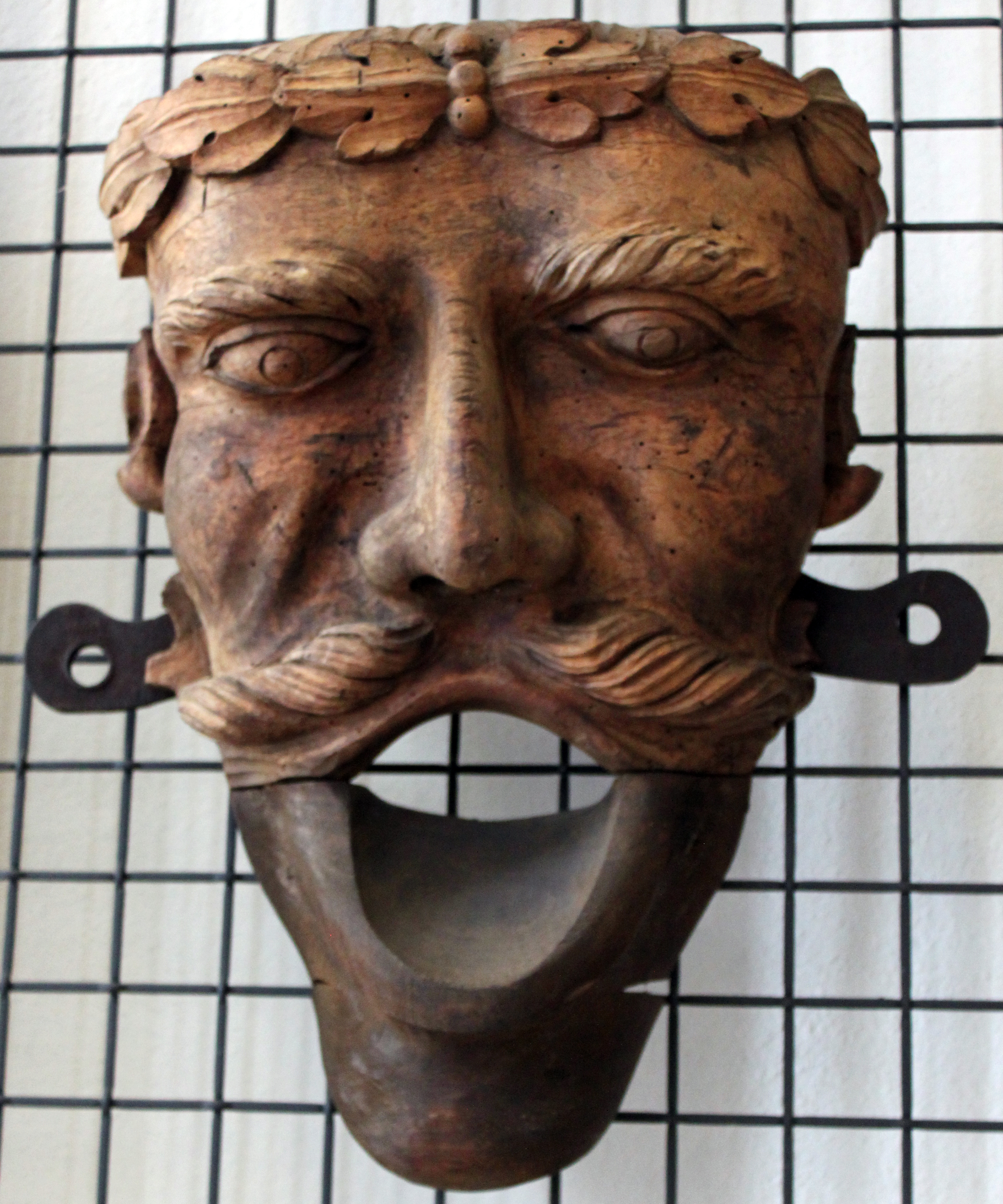
Dégorgeoir du XVIIe siècle conservé au Germanisches Nationalmuseum
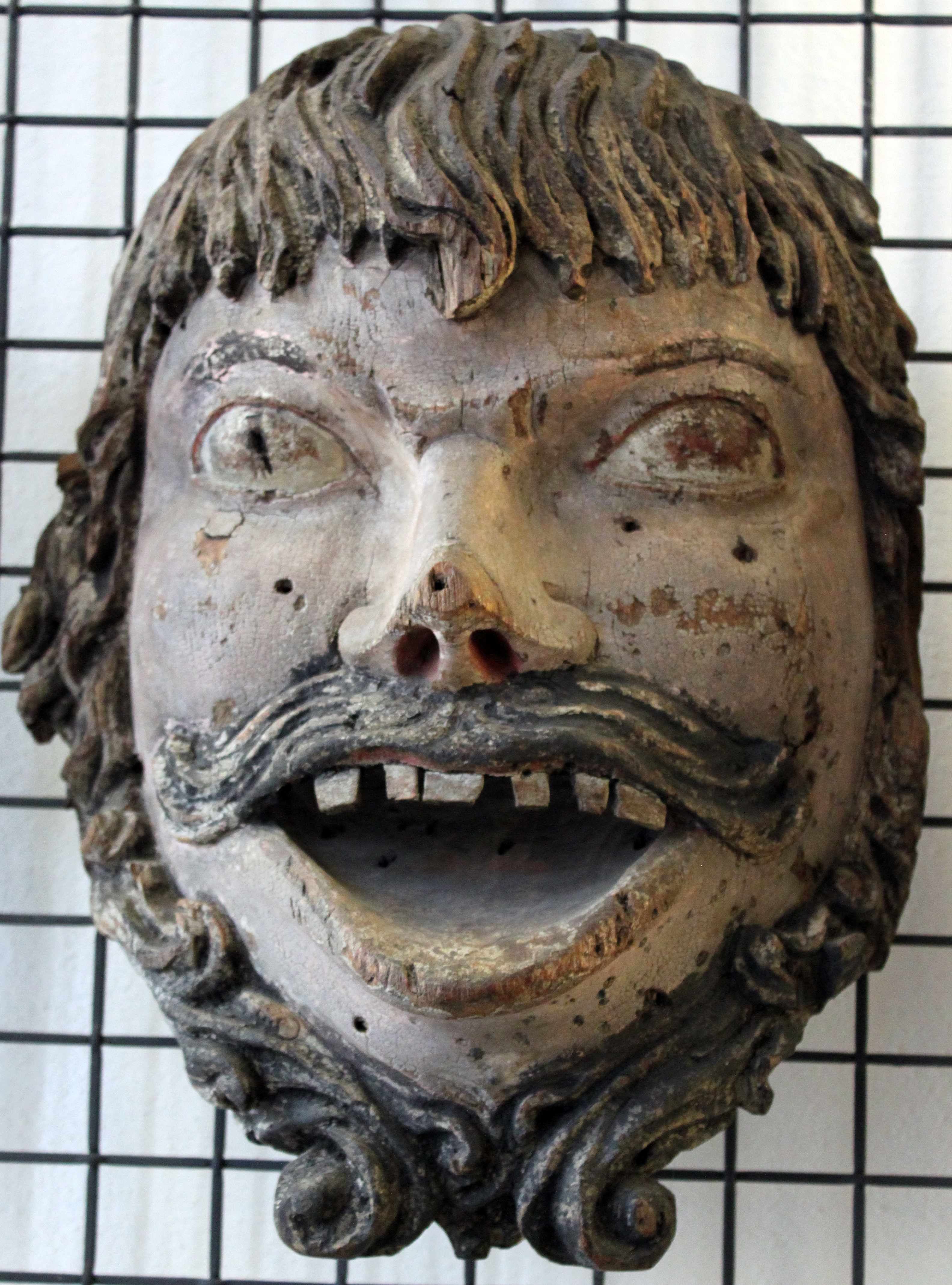
Dégorgeoir du XVIIe siècle conservé au Germanisches Nationalmuseum

## Postérité

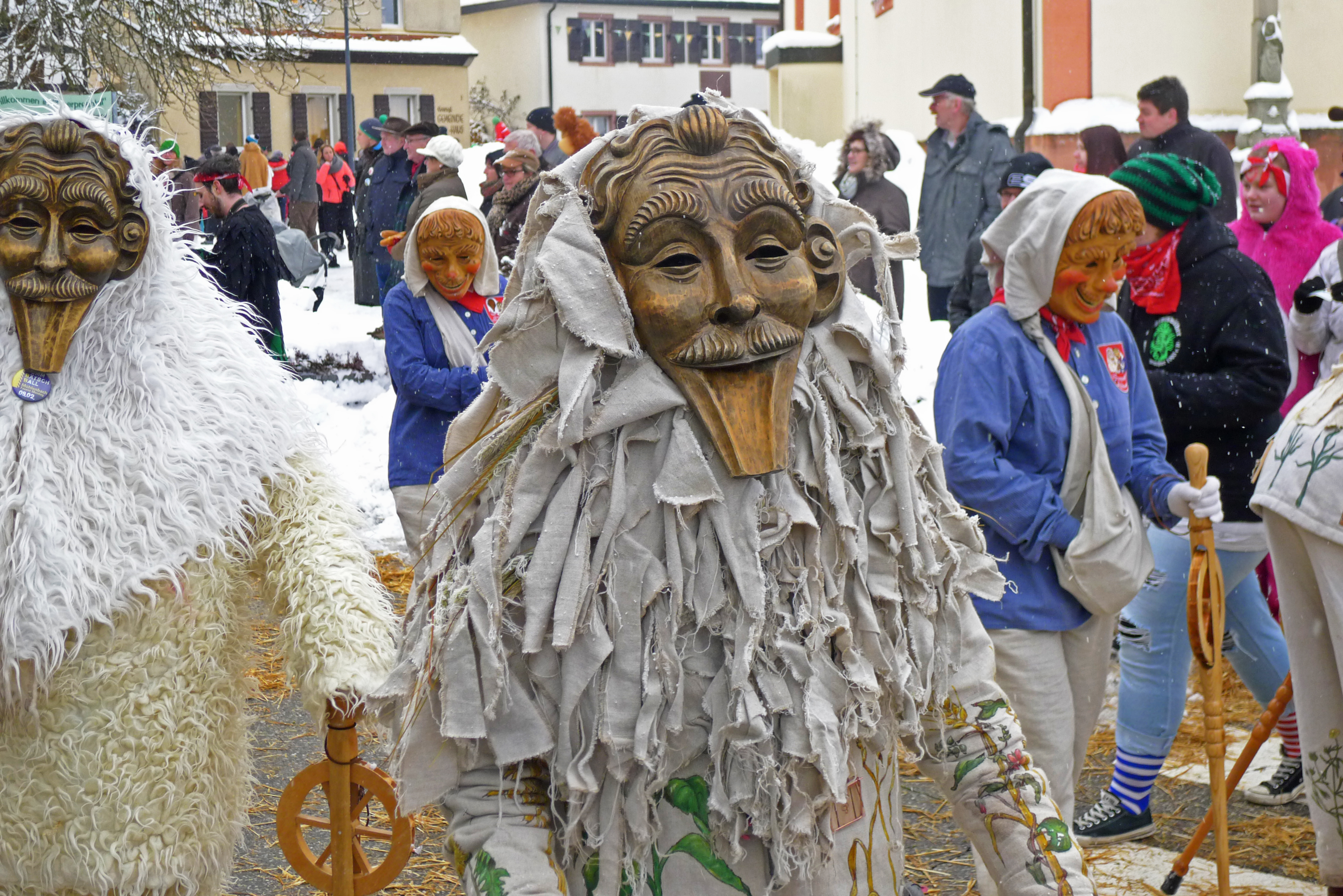
Kleiekotzer, personnage de la Narrenzunft Mühlenbach (Guilde des fous de Mühlenbach) lors du défilé des 40 ans de la Narrenzunft Bergteufel Oberprechtal le 15 janvier 2017
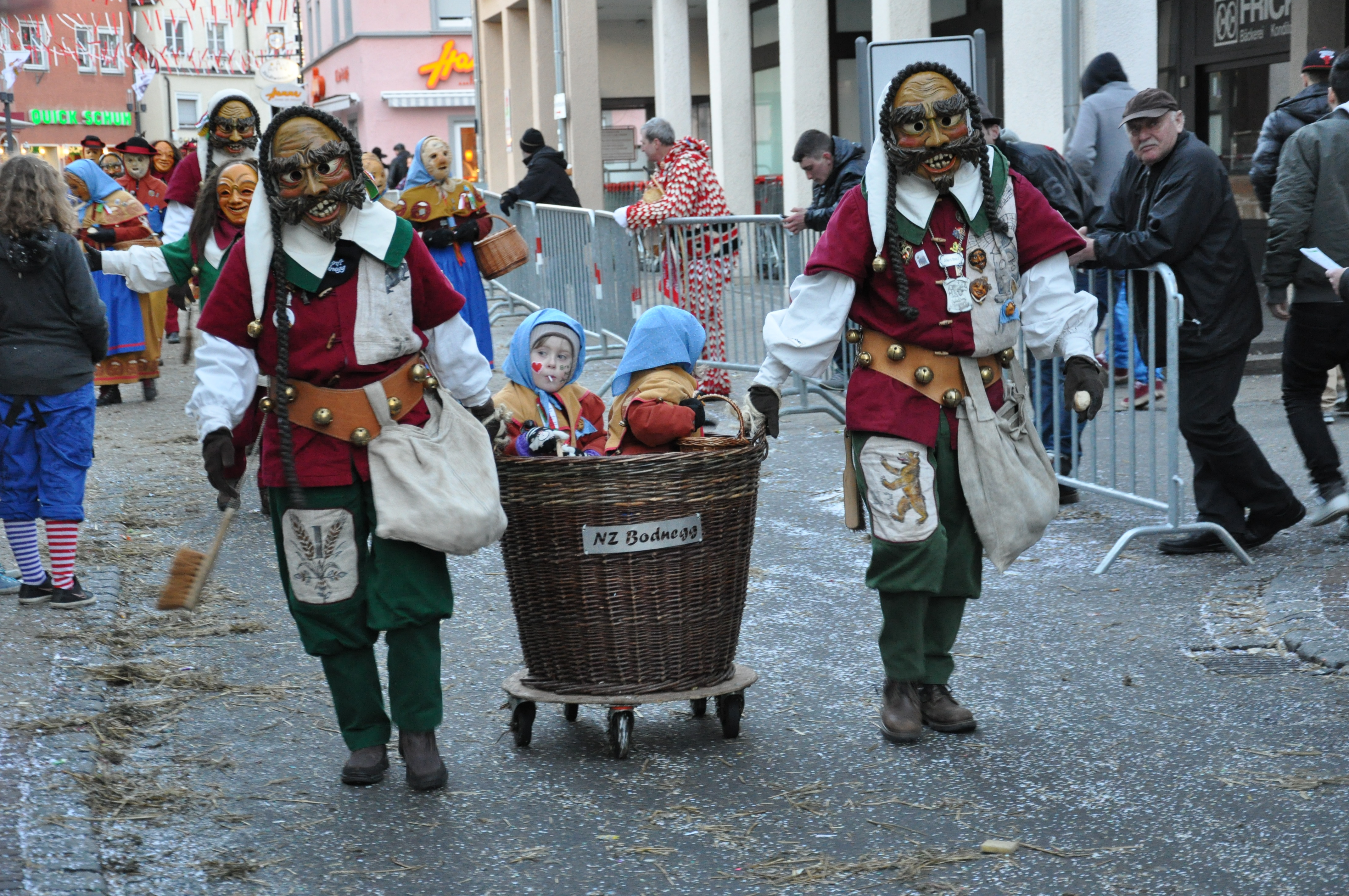
Figure de bouffon : Kleiekotzer. Carnaval à Bodnegg
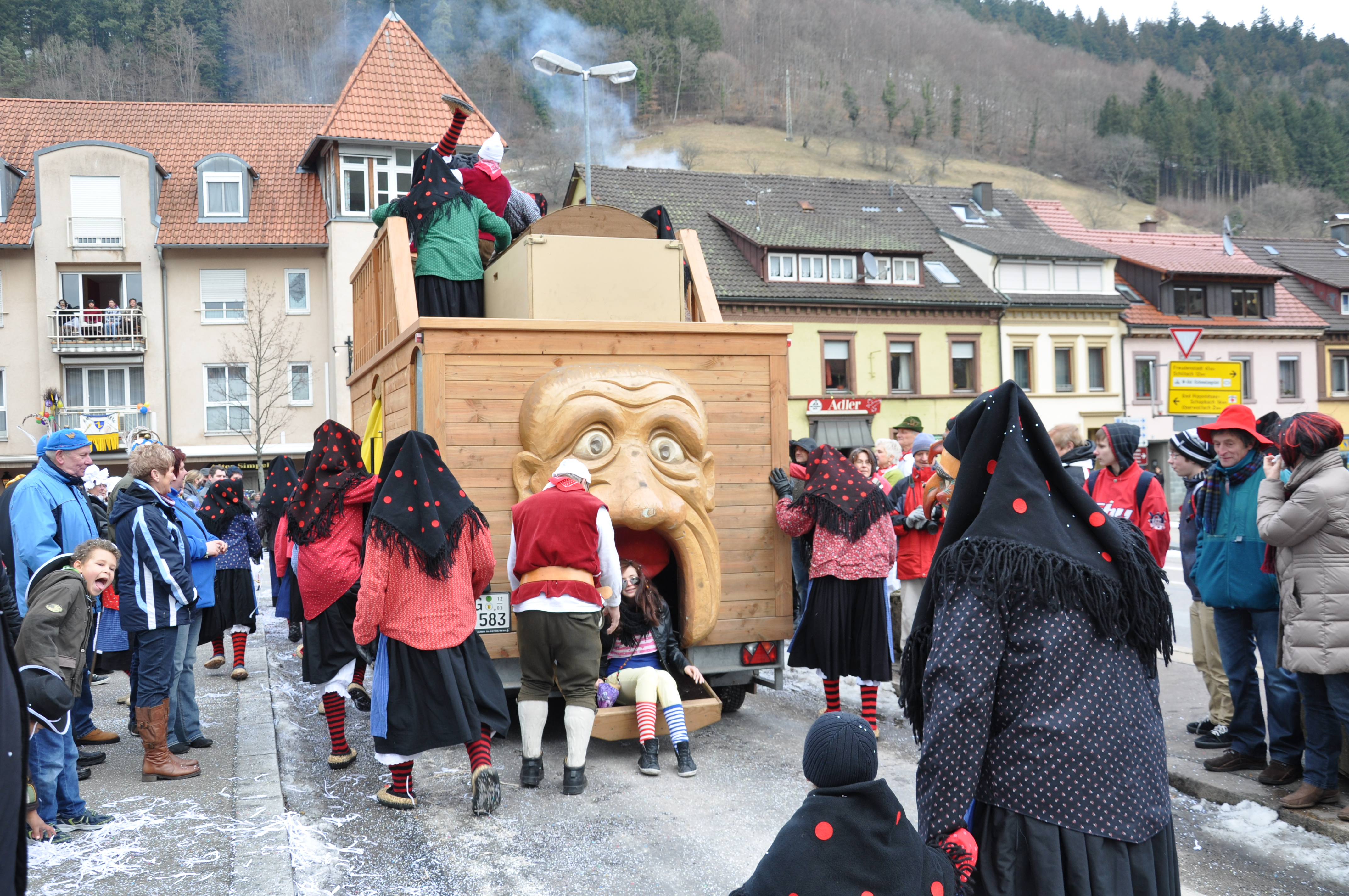
Carnaval de Wolfach en Forêt-Noire ; défilé du lundi de carnaval 2012 ;"Alde Rungunkel" avec le moulin des vieilles femmes (au "Kleienkotzer", une jeune fille sort du moulin)